# The Turner Diaries
The Turner Diaries (deutsch Die Turner-Tagebücher) ist ein in den 1970er Jahren entstandener Roman, den der Amerikaner William L. Pierce unter dem Pseudonym Andrew Macdonald schrieb und der ein weltweiter Untergrund-Verkaufserfolg wurde. Der Roman propagiert rassistische und antisemitische Ideen, im Zentrum steht die Unausweichlichkeit eines „Rassenkampfs“.
Der Roman gilt als ein Standardwerk der rassistischen White-Supremacy-Bewegung in den Vereinigten Staaten. Das FBI geht davon aus, dass das Buch die Urheber des Bombenanschlags in Oklahoma City 1995 zu ihrer Tat politisch motivierte. Der Roman verbreitete sich schnell in der weltweiten Neonazi-Szene; als erstes großes Netzwerk berief sich Blood and Honour darauf. Auch Anders Breivik und die Mitglieder des Nationalsozialistischen Untergrunds haben das Werk gelesen.
Der Roman ist in Deutschland seit April 2006 durch die Bundesprüfstelle für jugendgefährdende Medien indiziert.

## Entstehungsgeschichte
Pierce wurde durch den anonym erschienenen Roman The John Franklin Letters (1959) zum Abfassen eines fiktionalen Buches angeregt, dessen Geschichte in Form von Tagebucheinträgen erzählt wird. Der Vorschlag, ein belletristisches Werk zu verfassen, stammte von Revilo P. Oliver, der Pierce 1974 in Washington traf und ihm auch kurz nach dem Gespräch die von der John-Birch-Gesellschaft herausgegebenen John Franklin Letters zuschickte. Oliver ist vermutlich selber der Verfasser des Buches.
Pierces Debütroman The Turner Diaries wurde 1978 unter dem Pseudonym Andrew Macdonald in mehreren Folgen der von Pierce herausgegebenen rechten US-Zeitschrift Attack! publiziert, die an Interessenten per Post verschickt wurden. An anderer Stelle ist von einer Erstveröffentlichung als Paperback die Rede. In der ersten Fassung spielte die Handlung in den 1980er Jahren. In späteren Auflagen wurden Änderungen vorgenommen, unter anderem wurde bereits in der zweiten Auflage die Handlung um zehn Jahre in die Zukunft verschoben.

## Inhalt
Ein auf das Jahr 2099 datierter Prolog nimmt auf eine ein Jahrhundert zurückliegende Revolution Bezug – das Tagebuch erzählt also von den 1990er-Jahren –, in der der Großteil der Weltbevölkerung nichteuropäischer Abstammung getötet wurde. Seither hat eine „weiße“ Weltregierung die Macht in Händen. Der von Pierce so bezeichnete „Rassenkrieg“, der zur Vernichtung der Einwohner der afrikanischen und asiatischen Kontinente führte, fand in den Vereinigten Staaten von Amerika seinen Anfang und breitete sich dann über die ganze Welt aus. Kürzlich wurden, referiert der fiktive Erzähler des Prologs weiter, die Tagebücher eines Earl Turner gefunden, eines rassistischen Aktivisten, der maßgeblichen Anteil an der Revolution hatte.
Die fiktive Tagebucherzählung Earl Turners beginnt mit einer auf jüdische Initiative (impliziert durch den Nachnamen des für das Gesetz zuständigen Senators, „Cohen“) durchgeführten Waffenkonfiskation durch den Staat („das System“ genannt). Turner und seine Kameraden, die Mitglieder einer Vereinigung sind, die „die Organisation“ genannt wird, gehen in den Untergrund, um gegen „das System“ zu kämpfen, das als jüdisch kontrolliert geschildert wird. Im Zuge dieses Kampfes wird etwa das FBI-Hauptquartier ausgebombt, Attentate und Sabotageakte werden von „der Organisation“ verübt. Turner, der sich hierbei durch Tüchtigkeit hervortut, wird in einen geheimen inneren Kader der „Organisation“, den „Orden“, aufgenommen.
Turner wird im Verlauf der Handlung gefangen genommen, bricht unter der Folter zusammen und gibt das Geheimnis von der Existenz des „Ordens“ preis. Die antisemitische Haltung des Autors kommt in dieser Passage sehr prägnant zum Ausdruck, da der Agent, der Turner verhört und foltert (was detailliert geschildert wird), ein israelischer Jude ist.
Turner wird schließlich entlassen und kehrt zur Organisation zurück, wo ihm jedoch gesagt wird, dass er durch seinen Verrat kein Anrecht auf eine Mitgliedschaft mehr habe und dass die Strafe für einen Verrat am „Orden“ der Tod sei. Seine einzige Möglichkeit der Rehabilitation ist, wie der letzte Tagebucheintrag impliziert, ein Selbstmordattentat.
Turner wird wieder mit entscheidenden Aufgaben, vornehmlich im Bereich der Waffenentwicklung und Logistik sowie Ausbildung paramilitärischer Einheiten, betraut. Im Zuge des koordinierten Angriffs der „Organisation“ auf Südkalifornien, bei dem ihm Aufstände innerhalb des Militär des „Systems“ in die Hände spielen, organisiert er den Wiederaufbau des zerstörten Los Angeles und führt blutige ethnische Säuberungen an den überlebenden Minderheiten von Kalifornien durch. Die „Organisation“ kommt schließlich in den Besitz von Nuklearwaffen und radioaktiven Sprengsätzen, mit denen sie das „System“ unter Druck setzen wollen. Mit Hilfe dieser neu eroberten Waffen kann die „Organisation“ den Krieg ausweiten und attackiert neben New York und Israel auch die Sowjetunion, die wiederum mit einem nuklearen Schlag gegen wichtige Städte des „Systems“ reagiert. Infolge des nuklearen Schlagabtauschs wird ein Großteil der verbliebenen „systemtreuen“ Städte zerstört und die „Organisation“ kann in ihren Ruinen neue „Enklaven“ für die überlebenden „Weißen“ etablieren.
Um die bevorstehende Invasion Südkaliforniens durch die Streitkräfte des „Systems“ abzuwenden, beschließt Turner die Verwirklichung seines Selbstmordattentats, indem er sein Flugzeug mit einer Atombombe bestückt und dieses in das Pentagon, das zu einer Festung ausgebaute Hauptquartier des „Systemes“, stürzen will. Mit dem Eintrag, der diese Vorbereitungen schildert, schließen die Tagebücher. Der Tod des Protagonisten bleibt unausgesprochen, muss jedoch aus den oben angegebenen Gründen angenommen werden.
Ein kurzer Epilog erzählt, wie es der „Organisation“ im Folgenden gelang, den oben erwähnten globalen Genozid an Nicht-Europäern durchzuführen.

## Rezeptions- und Wirkgeschichte
Obwohl The Turner Diaries aufgrund ihres rassistischen Inhalts weder von einem etablierten Verlag verlegt noch von den großen nationalen Distribuenten ins Sortiment genommen wurde, soll sich der Roman allein in den Vereinigten Staaten über 300.000 Mal verkauft haben (Stand: 2001).
Mittlerweile existieren Übersetzungen des Werkes in mehrere Sprachen – unter anderem ins Deutsche, Französische und Portugiesische. Welche Verbreitung The Turner Diaries weltweit haben, kann unmöglich abgeschätzt werden, da das Werk in mehreren Sprachen im Internet gratis verfügbar ist und heruntergeladen werden kann.
Bereits 1983 gründete sich die nach Vorlage des Romans The Order genannte Terrororganisation, die neben Raubüberfällen und Bombenanschlägen wegen der Ermordung Alan Bergs Bekanntheit erlangte. Das Buch wird als maßgeblicher Auslöser für den Bombenanschlag auf das Murrah Federal Building in Oklahoma City im April 1995 angesehen, da im Wagen des mutmaßlich der paramilitärischen Vereinigung Michigan Militia (vgl. Milizbewegung) angehörenden Haupttäters, Timothy McVeigh, Auszüge aus dem Buch gefunden wurden. Die Auszüge beschreiben den Anschlag auf das FBI-Hauptquartier, der vermutlich nachgeahmt wurde.
Der englische Attentäter und Neonazi David Copeland nannte die Turner Diaries als Inspirationsquelle seiner Attentate im April 1999.
Der Politikwissenschaftler Gideon Botsch stellt in einer Übersichtsarbeit über die extreme Rechte in der Bundesrepublik Deutschland seit 1949 fest, dass der Roman Mitte der 1990er Deutschland erreichte; Botsch nennt ihn als Beispiel für das durch deutsche Neonazis zu dieser Zeit aus dem angelsächsischen Raum übernommene Konzept eines führerlosen Widerstands („leaderless resistance“), das „auf Eskalation eines brutalen Rassenkrieges durch kleine Untergrundzellen nationalistischer Aktivisten“ ziele. Als deutsche Realisierungen dieses Konzepts nennt Botsch die Gewalttaten des Neonazis Kay Diesner 1997, die Vereinigung „Thüringer Heimatschutz“ und den Sprengstoff-Anschlag auf das Grab des ehemaligen Vorsitzenden des Zentralrats der Juden in Deutschland, Heinz Galinski, im Dezember 1998. Christoph Busch nennt The Turner Diaries in einem Artikel über den Nationalsozialistischen Untergrund (NSU) „eine Blaupause für eine gewalttätige Übernahme des Staates […], die mit rechtsterroristischen Anschlägen beginnt“. Der NSU verübte im Zeitraum 2000 bis 2007 Morde an neun Migranten und einer Polizistin. Die Bundesprüfstelle für jugendgefährdende Medien setzte das Buch im April 2006 auf den Index.